# 王謨 (後趙)
王 謨（おう ぼ、? - 350年）は、五胡十六国時代後趙の人物。字は思賢。

## 生涯
鼻腔が整っておらず、発声すると多くの鼻音を帯びていた。また、その言葉は清暢さに欠け、身長は低く背骨は曲がり、立ち居振る舞いには威厳が無かった。
後趙に仕えて下曲陽県令を拝命したが、石勒は彼の資質を疑っていたので、任を委ねるべきか長史張賓へ問うた。張賓は「試してみるべきかと」と述べたので、石勒はこれに従った。
王謨の政治・教化は厳正で公明であり、その治績は百城の中で最たるものであると称えられた。
やがて都部従事（官僚の監察を行う職務）に任じられると、守宰（地方長官）は王謨に不正を追及される事を恐れ、官職を去る者が15人に及んだ。
石虎の時代には、侍中に任じられた。
343年、中謁者令申扁は石虎や天王太子石宣から寵愛を受け、朝政の実権を握っていた。その為、彼の権勢は大いに高まり、九卿以下はみな彼に媚び諂ったが、王謨や盧諶・鄭系・崔約ら10人余りだけはこれに屈せず、対等な関係を崩さなかったという。
350年2月、後趙の大将軍冉閔が冉魏を興すと、王謨は尚書令に任じられた。
4月、王謨は冉閔に誅殺された。理由は定かではないが、その権勢を警戒されたのだと思われる。